# Ítalo Duarte
Ítalo Manzine Amaral Duarte Garófalo, född 13 mars 1992, är en brasiliansk simmare.
Duarte tävlade för Brasilien vid olympiska sommarspelen 2016 i Rio de Janeiro, där han tog sig till semifinal på 50 meter frisim.